# Port Augusta
Port Augusta é uma cidade do estado australiano da Austrália Meridional. Possui um porto e um entroncamento ferroviário e se situa majoritariamente no lado leste do Golfo Spencer, imediatamente ao sul da ponta do golfo e a 322 km ao norte da capital estadual, Adelaide. O subúrbio de Port Augusta West situa-se no lado oeste do golfo, na Península de Eyre.

## Descrição
A cidade consiste de uma área urbana estendendo-se ao longo das rodovias Augusta e Eyre, indo da planície costeira ao oeste dos Montes Flinders no leste através do Golfo Spencer à Península de Eyre a oeste. A área urbana consiste nos subúrbios de Davenport e Port Augusta West.

## História
A cidade foi fundada ao largo de uma baía natural, em 24 de maio de 1852 por Alexander Elder e John Grainger, que definiram o lugar para o porto. Grainger era representante do governo da então colônia em Adelaide. O nome do porto é uma homenagem a Augusta Sophia, Lady Young, esposa do governador da Austrália Meridional, Sir Henry Edward Fox Young.

## Demografia
De acordo com o censo australiano de 2006, a população da área local de Port Augusta era de 13 257 habitantes, fazendo dela a segunda localidade mais populosa de sua região, depois de Whyalla, na Península de Eyre. A população feminina atingiu 50,2%, 85,2% nasceram na Austrália, mais de 88,6% tinham a cidadania australiana e 17,3% eram aborígenes. As indústrias mais fortes eram a de trabalhos técnicos (16%), serviços (15,4%) e administrativos (13,8%), enquanto a taxa de desemprego estava em aproximadamente 7%. A renda média semanal por domicílio estava em A$ 789,00 comparados aos A$ 924,00 de Adelaide. Sob o ponto de vista da distribuição religiosa, 17,4% da população identificava-se como católica, com um valor de 26,2% declarando-se sem religião.

## Clima
Port Augusta tem um clima desértico quente (Classificação climática de Köppen BWh). Os verões são quentes e secos e os invernos são amenos e úmidos.
| Dados climatológicos para Port Augusta, Austrália Meridional | Dados climatológicos para Port Augusta, Austrália Meridional | Dados climatológicos para Port Augusta, Austrália Meridional | Dados climatológicos para Port Augusta, Austrália Meridional | Dados climatológicos para Port Augusta, Austrália Meridional | Dados climatológicos para Port Augusta, Austrália Meridional | Dados climatológicos para Port Augusta, Austrália Meridional | Dados climatológicos para Port Augusta, Austrália Meridional | Dados climatológicos para Port Augusta, Austrália Meridional | Dados climatológicos para Port Augusta, Austrália Meridional | Dados climatológicos para Port Augusta, Austrália Meridional | Dados climatológicos para Port Augusta, Austrália Meridional | Dados climatológicos para Port Augusta, Austrália Meridional | Dados climatológicos para Port Augusta, Austrália Meridional |
| Mês                                                          | Jan                                                          | Fev                                                          | Mar                                                          | Abr                                                          | Mai                                                          | Jun                                                          | Jul                                                          | Ago                                                          | Set                                                          | Out                                                          | Nov                                                          | Dez                                                          | Ano                                                          |
| ------------------------------------------------------------ | ------------------------------------------------------------ | ------------------------------------------------------------ | ------------------------------------------------------------ | ------------------------------------------------------------ | ------------------------------------------------------------ | ------------------------------------------------------------ | ------------------------------------------------------------ | ------------------------------------------------------------ | ------------------------------------------------------------ | ------------------------------------------------------------ | ------------------------------------------------------------ | ------------------------------------------------------------ | ------------------------------------------------------------ |
| Temperatura máxima recorde (°C)                              | 47,7                                                         | 45,6                                                         | 44,0                                                         | 38,4                                                         | 30,6                                                         | 26,0                                                         | 28,0                                                         | 31,2                                                         | 36,3                                                         | 40,3                                                         | 44,4                                                         | 45,1                                                         | 47,7                                                         |
| Temperatura máxima média (°C)                                | 32,0                                                         | 31,9                                                         | 29,3                                                         | 25,1                                                         | 20,5                                                         | 17,6                                                         | 16,9                                                         | 18,5                                                         | 21,6                                                         | 25,1                                                         | 28,2                                                         | 30,2                                                         | 24,7                                                         |
| Temperatura mínima média (°C)                                | 19,4                                                         | 19,7                                                         | 17,6                                                         | 14,2                                                         | 10,9                                                         | 8,3                                                          | 7,3                                                          | 8,1                                                          | 10,4                                                         | 13,3                                                         | 15,9                                                         | 17,9                                                         | 13,6                                                         |
| Temperatura mínima recorde (°C)                              | 9,7                                                          | 9,4                                                          | 9,6                                                          | 6,4                                                          | 3,3                                                          | 1,7                                                          | −0,6                                                         | 1,4                                                          | 3,0                                                          | 5,0                                                          | 5,8                                                          | 8,1                                                          | −0,6                                                         |
| Precipitação (mm)                                            | 22,9                                                         | 18,8                                                         | 15,1                                                         | 14,3                                                         | 27,1                                                         | 23,9                                                         | 23,9                                                         | 23,5                                                         | 25,3                                                         | 25,8                                                         | 19,4                                                         | 16,0                                                         | 255,7                                                        |
| Fonte: 28 de julho de 2016                                   |                                                              |                                                              |                                                              |                                                              |                                                              |                                                              |                                                              |                                                              |                                                              |                                                              |                                                              |                                                              |                                                              |

## Economia

### Geração de energia
A eletricidade era gerada nas usinas Playford B (240 MW) e Northern Power Station (520 MW) usando o lignito extraído em Leigh Creek, 250 km ao norte. As únicas usinas termoelétricas movidas a carvão na Austrália Meridional, elas produziam 33% da eletricidade no estado, mas mais de 50% das emissões de gás carbônico (CO2) oriundas da geração energética no estado.
Playford B deixou de operar em 2012. Em outubro de 2015, a Alinta Energy anunciou o fechamento permanente das duas usinas até maio de 2016. Um grupo da comunidade local fez lobby para obter assistência para substituir as antigas usinas com uma usina de energia solar.

## Educação
Há seis escolas primárias públicas:
- Augusta Park Primary School,
- Carlton R-9 School,
- Flinders View Primary School,
- Port Augusta West Primary School,
- Stirling North Primary School e
- Willsden Primary school.

Há uma escola secundária, Port Augusta Secondary School, situada na Stirling Road. Também há uma escola particular que recebe estudantes no nível year 12, denominada Caritas College.
Port Augusta também possui:
- Port Augusta Special School,
- OAC:Port Augusta School of the Air
- The University of Adelaide e
- TAFE (ensino técnico terciário), Port Augusta Campus.

## Política
Acredita-se que Port Augusta teve a prefeita que serviu por mais tempo na função em toda a Austrália, Joy Baluch, que faleceu após 30 anos de serviço na função, em 14 de maio de 2013. A prefeitura situa-se no Port Augusta Civic Centre; antes de 1983, operava no antigo Port Augusta Town Hall.

## Patrimônio Histórico
Port Augusta possui vários lugares listados como patrimônios históricos, incluindo:
- Beauchamp Lane: Port Augusta Waterworks [9]
- Beauchamp Lane: Beatton Memorial Drinking Fountain [10]
- Beauchamp Lane: Gladstone Square Bandstand [11]
- 9 Church Street: St Augustine's Anglican Church [12]
- Commercial Road: Estação Ferroviária Old Port Augusta [13]
- 52 Commercial Road: Port Augusta Institute [14]
- 54 Commercial Road: [Port Augusta Town Hall [15]
- 34 Flinders Terrace: Port Augusta School of the Air [16]
- 1 Jervois Street: Port Augusta Courthouse [17]
- Stirling Street: Estação Ferroviária de Port Augusta [18]
- off Tassie Street: Port Augusta Wharf [19]
- 12 Tassie Street: Bank of South Australia [20]